# Campionati europei di nuoto 2010 - 200 metri stile libero maschili
Le qualifiche per la semifinale si sono svolte la mattina del 10 agosto 2010, mentre la semifinale si è svolta la sera dello stesso giorno. La finale si è svolta, invece, la sera dell'11 agosto 2010.

## Medaglie
| Posizione | Atleta                | Paese       |
| --------- | --------------------- | ----------- |
| Oro       | Paul Biedermann       | Germania    |
| Argento   | Nikita Lobintsev      | Russia      |
| Bronzo    | Sebastiaan Verschuren | Paesi Bassi |

## Record
Prima della manifestazione il record del mondo (RM), il record europeo (EU) e il record dei campionati (RC) erano i seguenti.
| Record mondiale       | 1'42"00 | Paul Biedermann Germania              | 28 luglio 2009 Roma, Italia     |
| Record europeo        | 1'42"00 | Paul Biedermann Germania              | 28 luglio 2009 Roma, Italia     |
| Record dei campionati | 1'44"89 | Pieter van den Hoogenband Paesi Bassi | 2 agosto 2002 Berlino, Germania |

Durante la competizione non sono stati migliorati record.

## Risultati batterie
Sono ammessi in semifinale solo due atleti per nazione.
| Pos. | Atleta                 | Nazionalità          | Tempo       | Batteria | Corsia | Note |
| ---- | ---------------------- | -------------------- | ----------- | -------- | ------ | ---- |
| 1    | Daniil Izotov          | Russia               | 1:47.33     | 5        | 3      |      |
| 2    | Sebastiaan Verschuren  | Paesi Bassi          | 1:47.52     | 5        | 4      |      |
| 3    | Nikita Lobintsev       | Russia               | 1:48.05     | 5        | 6      |      |
| 4    | Robbie Renwick         | Regno Unito          | 1:48.15     | 5        | 5      |      |
| 5    | Paul Biedermann        | Germania             | 1:48.30     | 6        | 4      |      |
| 6    | Glenn Surgeloose       | Belgio               | 1:48.77     | 6        | 1      |      |
| 7    | Alexander Sukhorukov   | Russia               | 1:48.93     | 4        | 4      |      |
| 8    | Gianluca Maglia        | Italia               | 1:49.06     | 4        | 3      |      |
| 9    | Tim Wallburger         | Germania             | 1:49.43     | 6        | 6      |      |
| 10   | Marco Belotti          | Italia               | 1:49.74     | 4        | 6      |      |
| 11   | Ryan Harrison          | Irlanda              | 1:49.80     | 4        | 1      |      |
| 12   | Ross Davenport         | Regno Unito          | 1:49.89     | 4        | 5      |      |
| 13   | David Brandl           | Austria              | 1:50.12     | 3        | 3      |      |
| 14   | Dominik Straga         | Croazia              | 1:50.21     | 2        | 2      |      |
| 14   | Damiano Lestingi       | Italia               | 1:50.21     | 4        | 2      |      |
| 16   | Dominik Meichtry       | Svizzera             | 1:50.26     | 6        | 2      |      |
| 17   | David Carry            | Regno Unito          | 1:50.29     | 6        | 3      |      |
| 18   | Dominik Kozma          | Ungheria             | 1:50.38     | 4        | 8      |      |
| 18   | Andreas Zisimos        | Grecia               | 1:50.38     | 6        | 7      |      |
| 20   | Emiliano Brembilla     | Italia               | 1:50.47     | 5        | 1      |      |
| 21   | Dorde Markovic         | Serbia               | 1:50.66     | 3        | 5      |      |
| 21   | Mikhail Polishchuk     | Russia               | 1:50.66     | 4        | 7      |      |
| 23   | Joost Reijns           | Paesi Bassi          | 1:50.68     | 5        | 2      |      |
| 24   | Pholien Systermans     | Belgio               | 1:51.07     | 3        | 4      |      |
| 25   | Pawel Rurak            | Polonia              | 1:51.22     | 5        | 8      |      |
| 26   | Stefan De Die          | Paesi Bassi          | 1:51.24     | 5        | 7      |      |
| 27   | Robin Andreasson       | Svezia               | 1:51.28     | 3        | 2      |      |
| 28   | Radovan Siljevski      | Serbia               | 1:51.29     | 3        | 8      |      |
| 29   | Mattias Carlsson       | Svezia               | 1:51.35     | 6        | 8      |      |
| 30   | Balazs Gercsak         | Ungheria             | 1:51.40     | 3        | 1      |      |
| 31   | Norbert Kovács         | Ungheria             | 1:51.83     | 2        | 6      |      |
| 32   | Robert Bale            | Regno Unito          | 1:52.36     | 6        | 5      |      |
| 33   | Alon Mandel            | Israele              | 1:52.54     | 1        | 6      |      |
| 34   | David Ernstsson        | Svezia               | 1:52.62     | 2        | 7      |      |
| 35   | Jan Sefl               | Rep. Ceca            | 1:52.82     | 2        | 4      |      |
| 36   | Alin Alexandru Artimon | Romania              | 1:52.93     | 2        | 1      |      |
| 37   | Dominik Koll           | Austria              | 1:53.47     | 3        | 6      |      |
| 38   | Aleksandăr Nikolov     | Bulgaria             | 1:53.65     | 3        | 7      |      |
| 39   | Mario Delac            | Croazia              | 1:53.79     | 2        | 3      |      |
| 40   | Ensar Hajder           | Bosnia ed Erzegovina | 1:54.13     | 1        | 3      |      |
| 41   | Vitaliy Baryshok       | Ucraina              | 1:54.57     | 1        | 4      |      |
| 42   | Matyas Keresztes       | Ungheria             | 1:56.81     | 2        | 8      |      |
| 43   | Yuriy Yegoshin         | Ucraina              | 1:56.98     | 2        | 5      |      |
|      | Vadym Leps'Kyy         | Ucraina              | non partito |          |        |      |

## Semifinali
| Pos. | Atleta                | Nazionalità | Batteria | Corsia | Tempo   | Note |
| ---- | --------------------- | ----------- | -------- | ------ | ------- | ---- |
| 1    | Paul Biedermann       | Germania    | 2        | 3      | 1:46.88 |      |
| 2    | Daniil Izotov         | Russia      | 2        | 4      | 1:47.78 |      |
| 3    | Nikita Lobintsev      | Russia      | 2        | 5      | 1:47.85 |      |
| 4    | Robbie Renwick        | Regno Unito | 1        | 5      | 1:47.94 |      |
| 5    | Sebastiaan Verschuren | Paesi Bassi | 1        | 4      | 1:48.39 |      |
| 6    | Glenn Surgeloose      | Belgio      | 1        | 3      | 1:48.53 |      |
| 7    | Gianluca Maglia       | Italia      | 2        | 6      | 1:48.68 |      |
| 8    | Dominik Meichtry      | Svizzera    | 1        | 1      | 1:48.92 |      |
| 9    | Tim Wallburger        | Germania    | 1        | 6      | 1:49.02 |      |
| 10   | Ryan Harrison         | Irlanda     | 1        | 2      | 1:49.04 |      |
| 10   | Ross Davenport        | Regno Unito | 2        | 7      | 1:49.04 |      |
| 12   | Marco Belotti         | Italia      | 2        | 2      | 1:49.46 |      |
| 13   | Andreas Zisimos       | Grecia      | 2        | 8      | 1:49.51 |      |
| 14   | Dorde Markovic        | Serbia      | 1        | 8      | 1:50.20 |      |
| 15   | Dominik Straga        | Croazia     | 2        | 1      | 1:51.31 |      |
| 16   | David Brandl          | Austria     | 1        | 7      | 1:51.39 |      |

## Finale
| Pos. | Atleta                | Nazionalità | Corsia | Tempo   | Note                  |
| ---- | --------------------- | ----------- | ------ | ------- | --------------------- |
|      | Paul Biedermann       | Germania    | 4      | 1:46.06 | Record dei campionati |
|      | Nikita Lobintsev      | Russia      | 3      | 1:46.51 |                       |
|      | Sebastiaan Verschuren | Paesi Bassi | 2      | 1:46.91 |                       |
| 4    | Daniil Izotov         | Russia      | 5      | 1:47.14 |                       |
| 5    | Robbie Renwick        | Regno Unito | 6      | 1:47.60 |                       |
| 6    | Gianluca Maglia       | Italia      | 1      | 1:47.96 |                       |
| 7    | Dominik Meichtry      | Svizzera    | 8      | 1:48.05 |                       |
| 8    | Glenn Surgeloose      | Belgio      | 7      | 1:48.29 |                       |